# Geoffrey Hinton
Geoffrey Everest Hinton (* 6. prosince 1947 Londýn) je britsko-kanadský počítačový vědec a kognitivní psycholog, známý především svou prací na umělých neuronových sítích, jež mu vynesla přezdívku „Godfather of AI“ (česky kmotr umělé inteligence).
Od roku 2014 je emeritním profesorem na Torontské univerzitě. V letech 2013–2023 pracoval pro Google (Google Brain). Ze společnosti odešel kvůli obavám z rizik umělé inteligence. V roce 2017 spoluzaložil institut Vector, jehož se stal také hlavním vědeckým poradcem.
Je spoluautorem vysoce citované práce z roku 1986, která zpopularizovala algoritmus zpětného šíření chyby. Je považován za vůdčí osobnost komunity zabývající se hlubokým učením.
V roce 2018 obdržel spolu s Yoshuou Bengiem a Yannem LeCunem Turingovu cenu za „konceptuální a technické průlomy, které z hlubokých neuronových sítí učinily kritickou komponentu výpočetní techniky“. Často jsou označováni jako „kmotři hlubokého učení“. V roce 2024 získal spolu s Johnem Hopfieldem Nobelovu cenu za fyziku za „zásadní objevy a vynálezy, které umožňují strojové učení s umělými neuronovými sítěmi“.

## Mládí a rodina

### Rodina
Jeho otec Howard Everest Hinton byl entomolog. Je prapravnukem matematičky a pedagožky Mary Everest Booleové, jejího manžela, matematika George Boola a chirurga Jamese Hintona. Jeho pradědečkem byl matematik Charles Howarda Hinton, syn Jamese Hintona. Je synovcem ekonoma Colina Clarka.
Narodil se 6. prosince 1947 v Londýně. Druhé jméno převzal po svém příbuzném Georgi Everestovi, který působil v Indii a podle něhož je pojmenován Mount Everest.

## Kariéra a výzkum
Po získání titulu Ph.D. na Edinburské univerzitě pracoval na Sussexské univerzitě, Kalifornské univerzitě v San Diegu a na Univerzitě Carnegieho–Mellonových. V roce 1967 se stal zakládajícím ředitelem nadace, která financuje oddělení neurovědy na University College London.
V roce 2012 vedl bezplatný online kurz o neuronových sítích na platformě Coursera. O rok později nastoupil do společnosti Google.
Ve svých výzkumech se věnoval využití neuronových sítí pro strojové učení, paměť, vnímání a zpracování symbolů. Je autorem nebo spoluautorem více než 200 recenzovaných publikací.

## Vyznamenání a ocenění
V roce 1998 byl zvolen členem Královské společnosti. V roce 2011 se stal prvním nositelem Rumelhartovy ceny. Téhož roku obdržel čestný doktorát Edinburské univerzity. V roce 2005 obdržel IJCAI Award for Research Excellence za celoživotní dílo. V roce 2011 mu byla udělena Kanadská zlatá medaile Gerharda Herzberga za vědu a techniku. V roce 2013 mu byl udělen čestný doktorát na Université de Sherbrooke. V roce 2016 byl zvolen zahraničním členem Národní akademie inženýrství. Téhož roku obdržel IEEE/RSE Wolfson James Clerk Maxwell Award a BBVA Foundation Frontiers of Knowledge Award.
V roce 2018 obdržel spolu s Yoshuou Bengiem a Yannem LeCunem Turingovu cenu za „konceptuální a technické průlomy, které z hlubokých neuronových sítí učinily kritickou komponentu výpočetní techniky“.
V roce 2018 byl vyznamenán Řádem Kanady. V roce 2021 obdržel Dicksonovu cenu za vědu od Univerzity Carnegieho–Mellonových. O rok později získal spolu s Yannem LeCunem, Yoshuou Bengiem a Demisem Hassabisem Cenu kněžny asturské. V roce 2023 byl jmenován členem Association for Computing Machinery.
V roce 2024 získal spolu s Johnem Hopfieldem Nobelovu cenu za fyziku za „zásadní objevy a vynálezy, které umožňují strojové učení s umělými neuronovými sítěmi“.

## Soukromý život
Hinton byl třikrát ženatý. Se svou druhou ženou Rosalindou Zalinovou si adoptoval dvě děti. Zalinová zemřela v roce 1994 na rakovinu vaječníků. V roce 1997 se oženil s Jackie Fordovou, která zemřela v roce 2018, rovněž na rakovinu.
Jeho partnerkou je Rosemary Gartner. Má dvě děti.

## Ocenění
- Rytíř Řádu Kanady (2018)[36]